# Боян Ковачев
Боян Олегов Ковачев е български актьор.
Роден е в град София на 30 август 1980 г.
През 1999 г. завършва френската гимназия в София.

## Филмография
| Година | Филми и сериали        | Серии | Копродукции      | Роля                              |
| ------ | ---------------------- | ----- | ---------------- | --------------------------------- |
| 1992   | Кръговрат (тв)         |       |                  | Боян Неделчев Априлов, следовател |
| 1991   | Бащата на яйцето       | 4     | България / Алжир | Бого                              |
| 1991   | Кладенецът             |       |                  | синът като малък                  |
| 1991   | Пльонтек               |       |                  | Фют                               |
| 1990   | Ти, който си на небето |       |                  | Виктор                            |
| 1986   | Ешелоните              |       |                  | Изи                               |